# Dhankar (Indien)

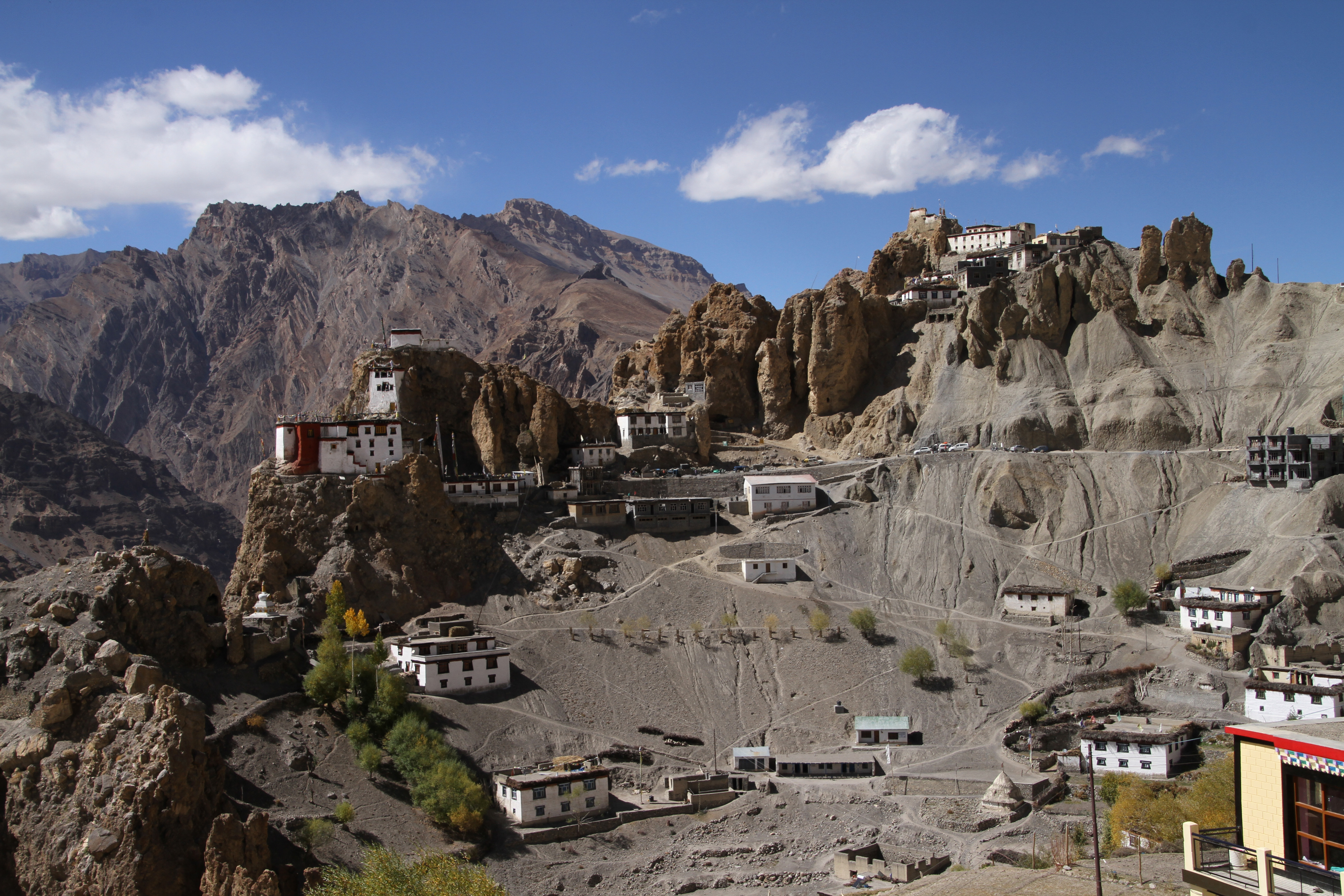
Dhankar Gompa

Dhankar ist ein Dorf und Kloster im Tal des Spiti zwischen Kaza und Tabo im Bundesstaat Himachal Pradesh im Nordwesten Indiens.

## Beschreibung
Das Kloster liegt in 3900 m Höhe auf einem Hügel über dem Dorf Dhankar. Es gehört zur Gelug-Schule des tibetischen Buddhismus. Die ältesten Gebäudeteile stammen aus dem 12. Jahrhundert. Bis heute ist eine rege Bautätigkeit festzustellen.

## Galerie

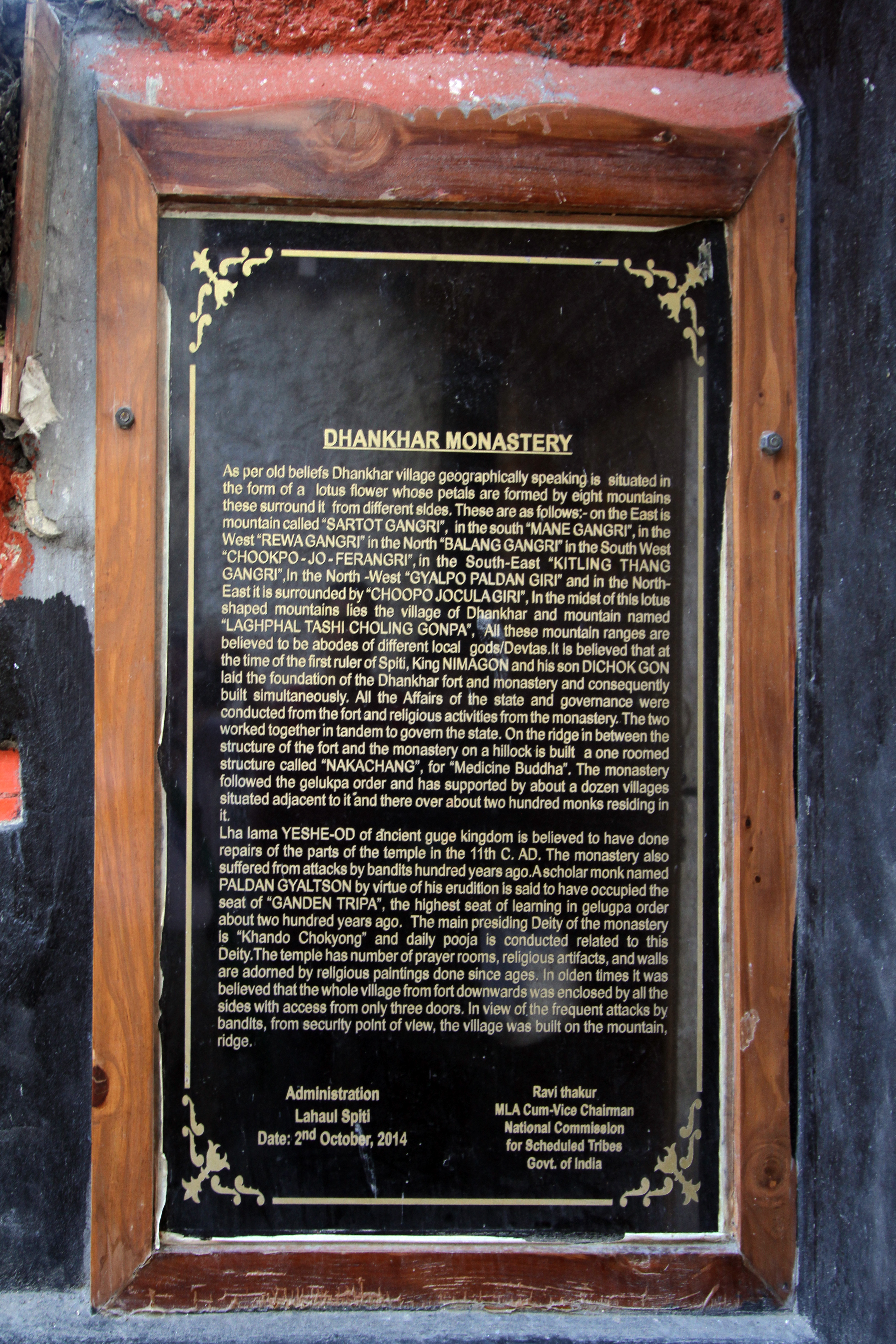
Dokumentation
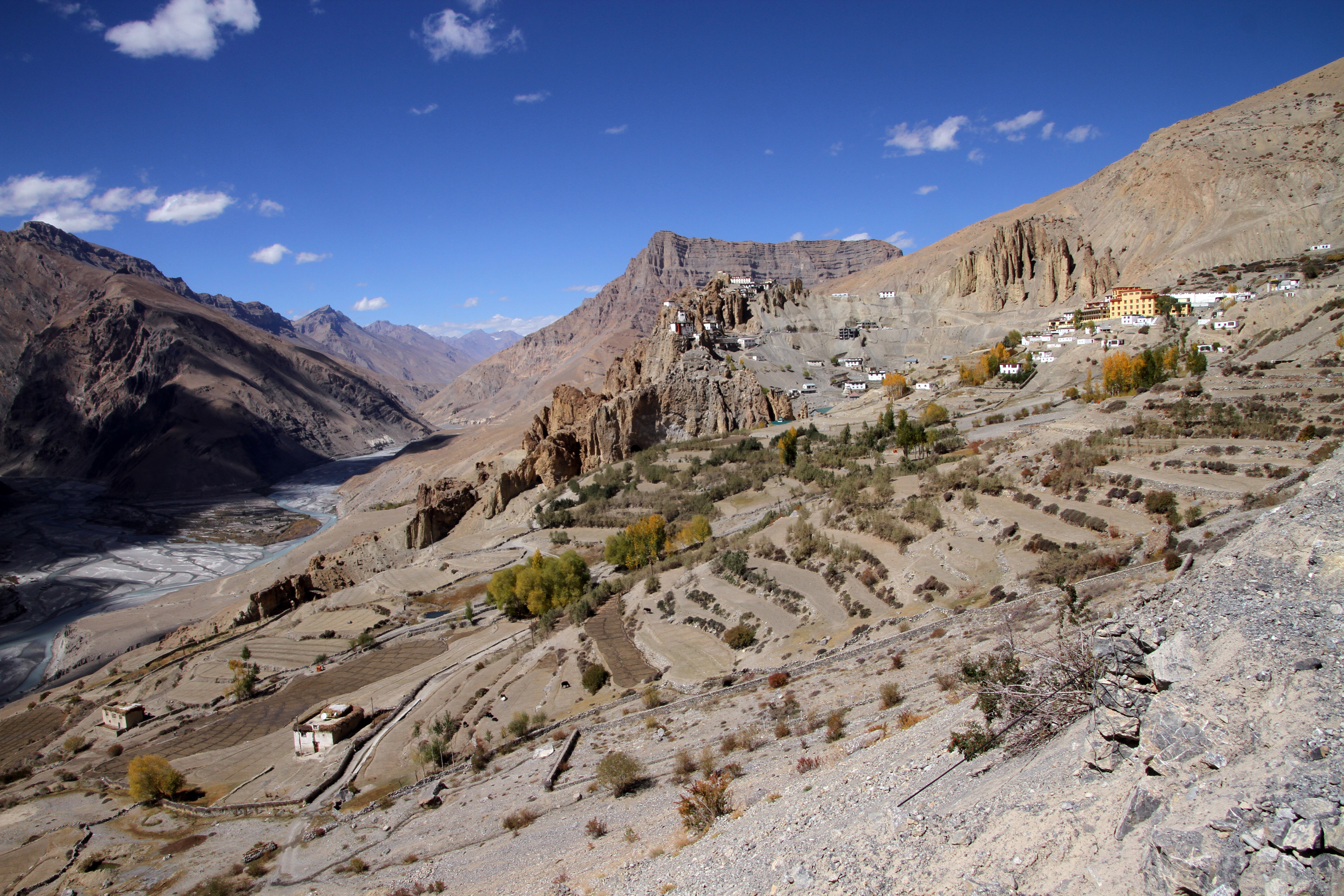
Klosterburg über dem Spiti
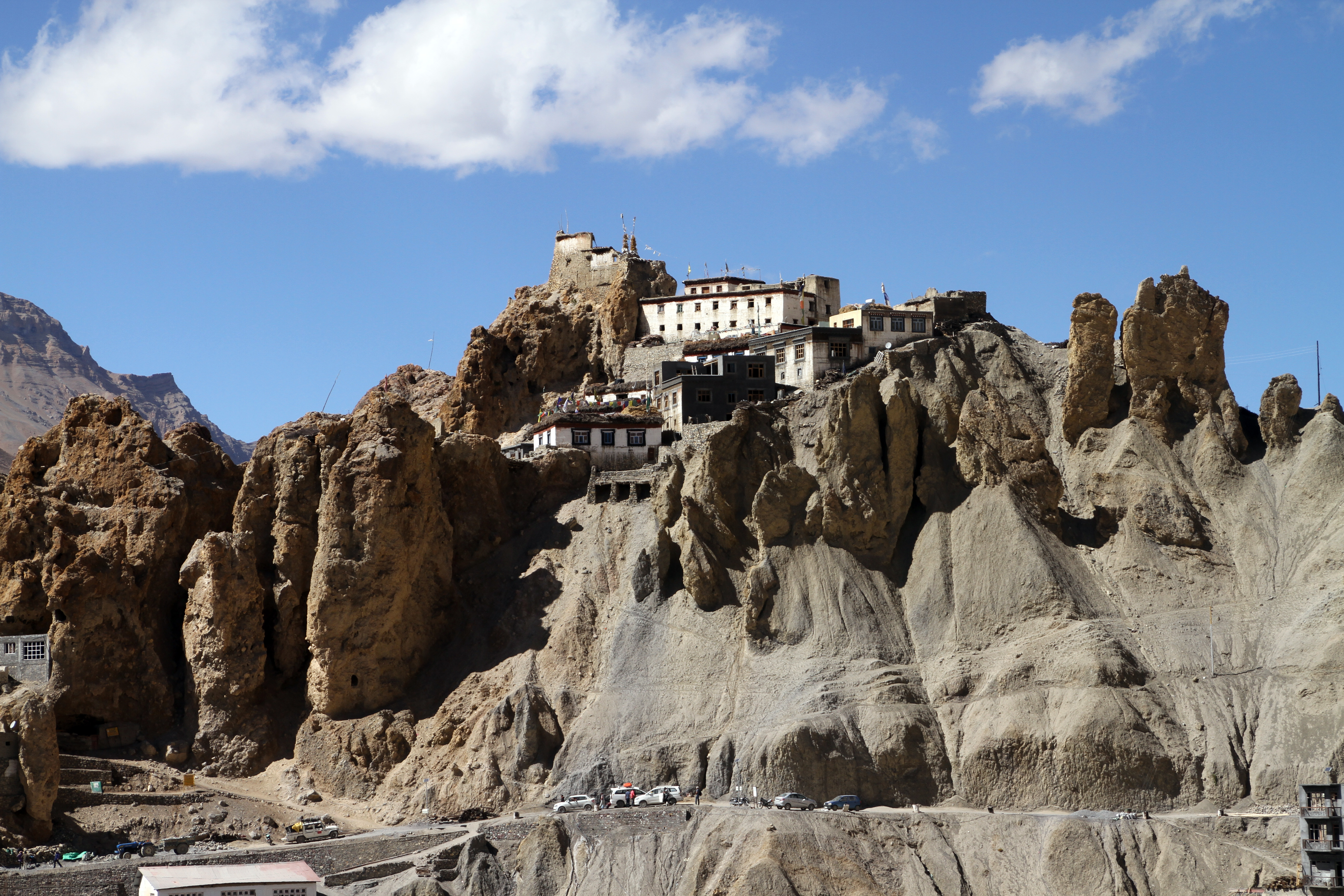
Obere Klosterburg
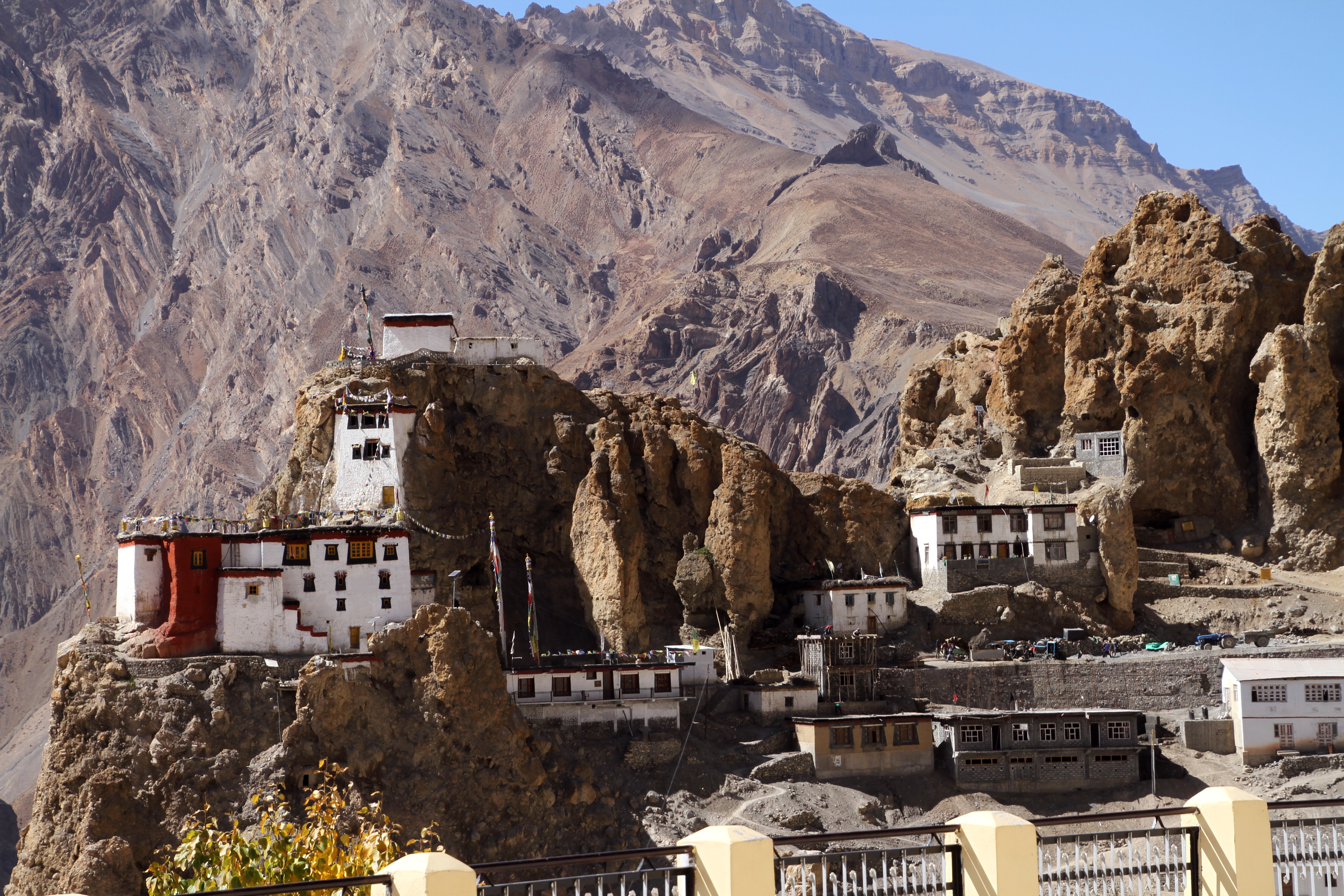
Untere Klosterburg
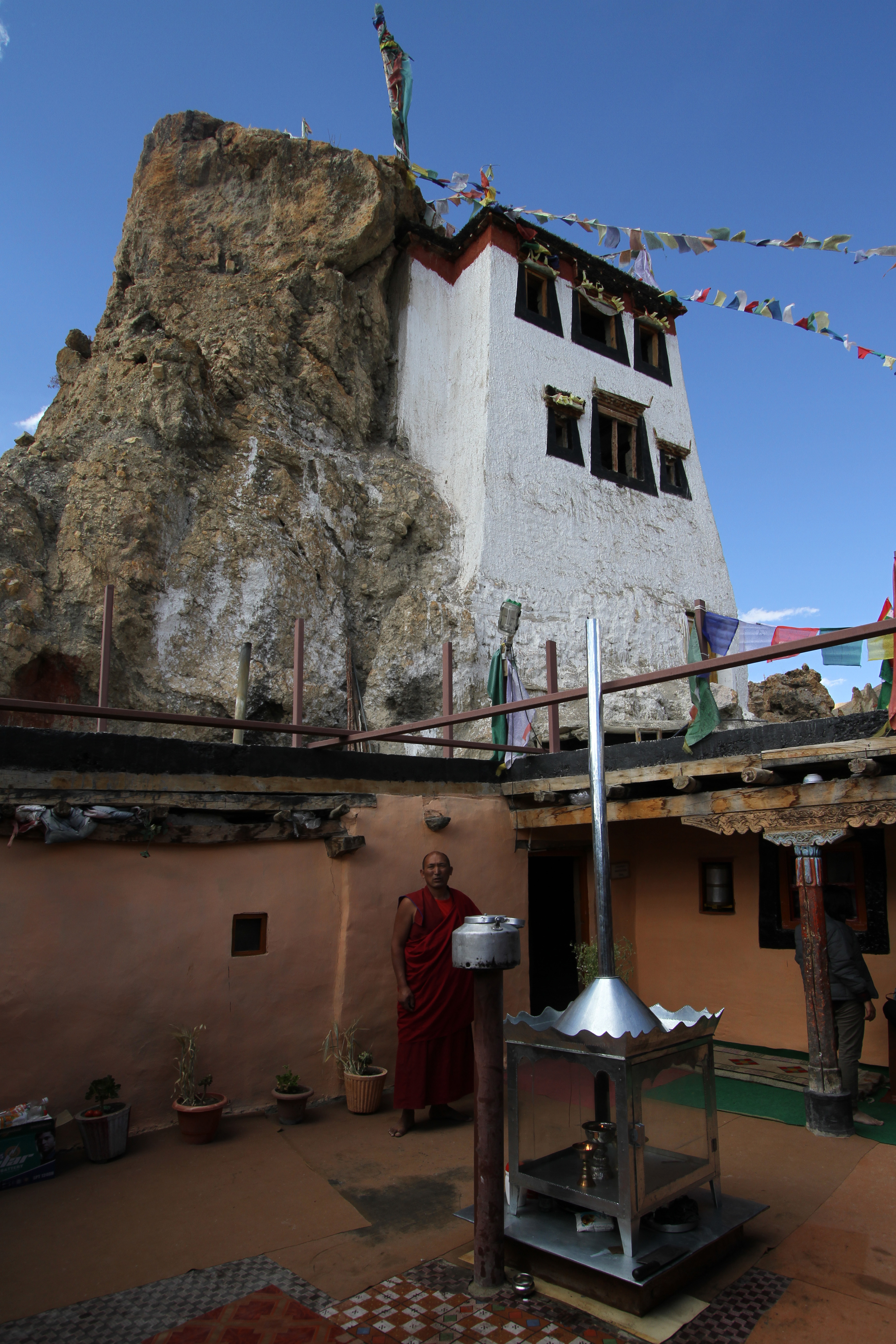
Hof im unteren Kloster
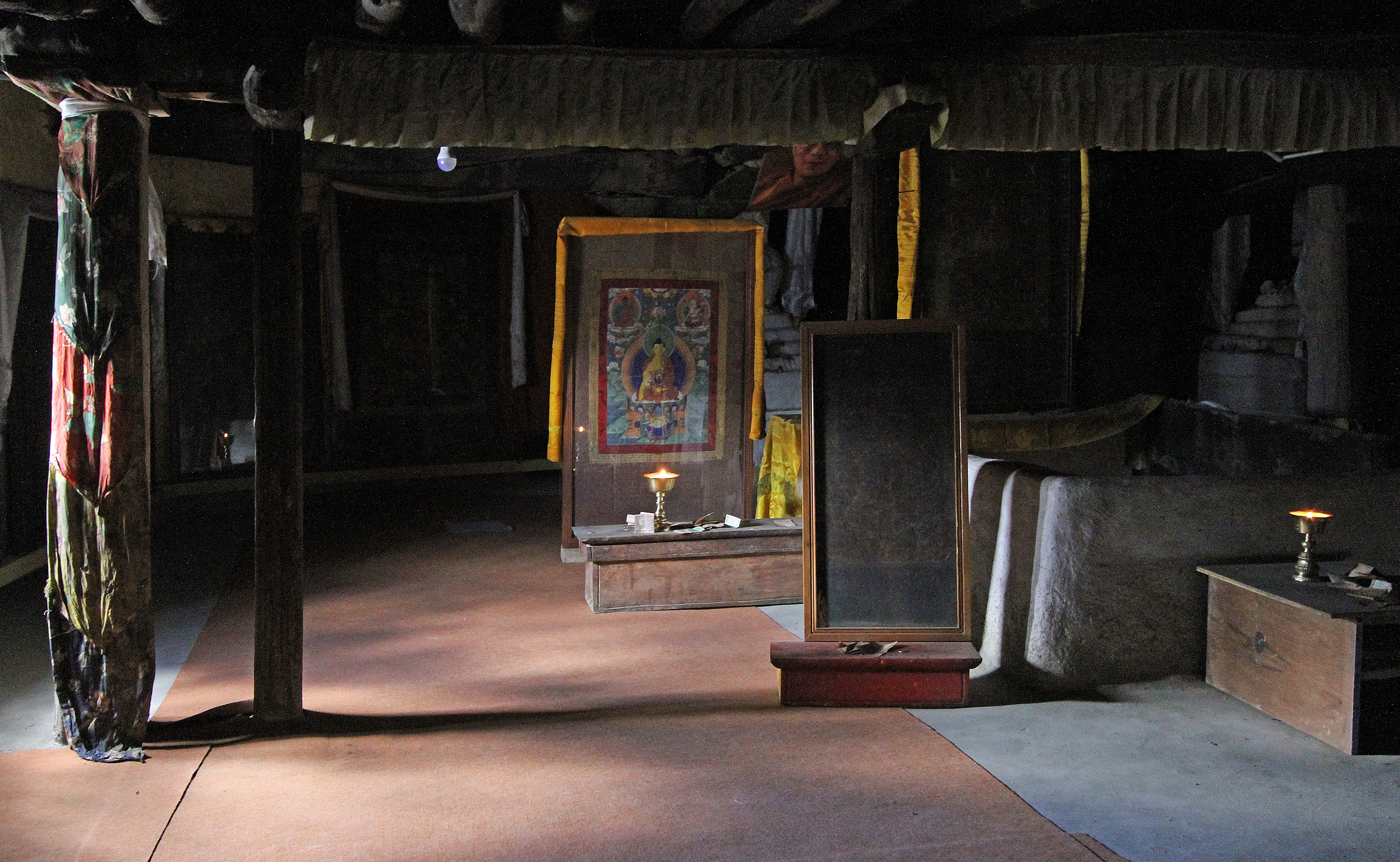
Raum im unteren Kloster
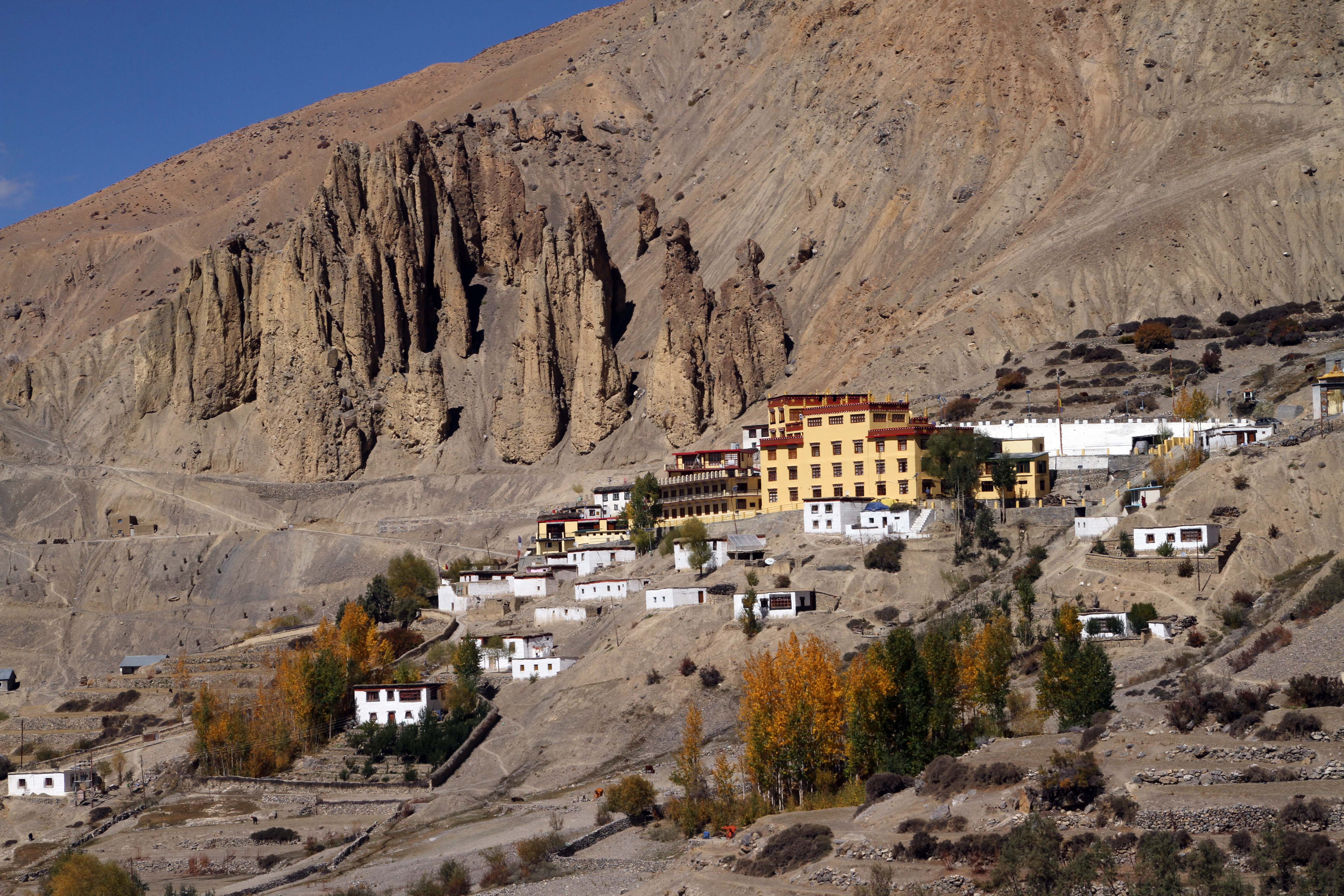
Neubauten
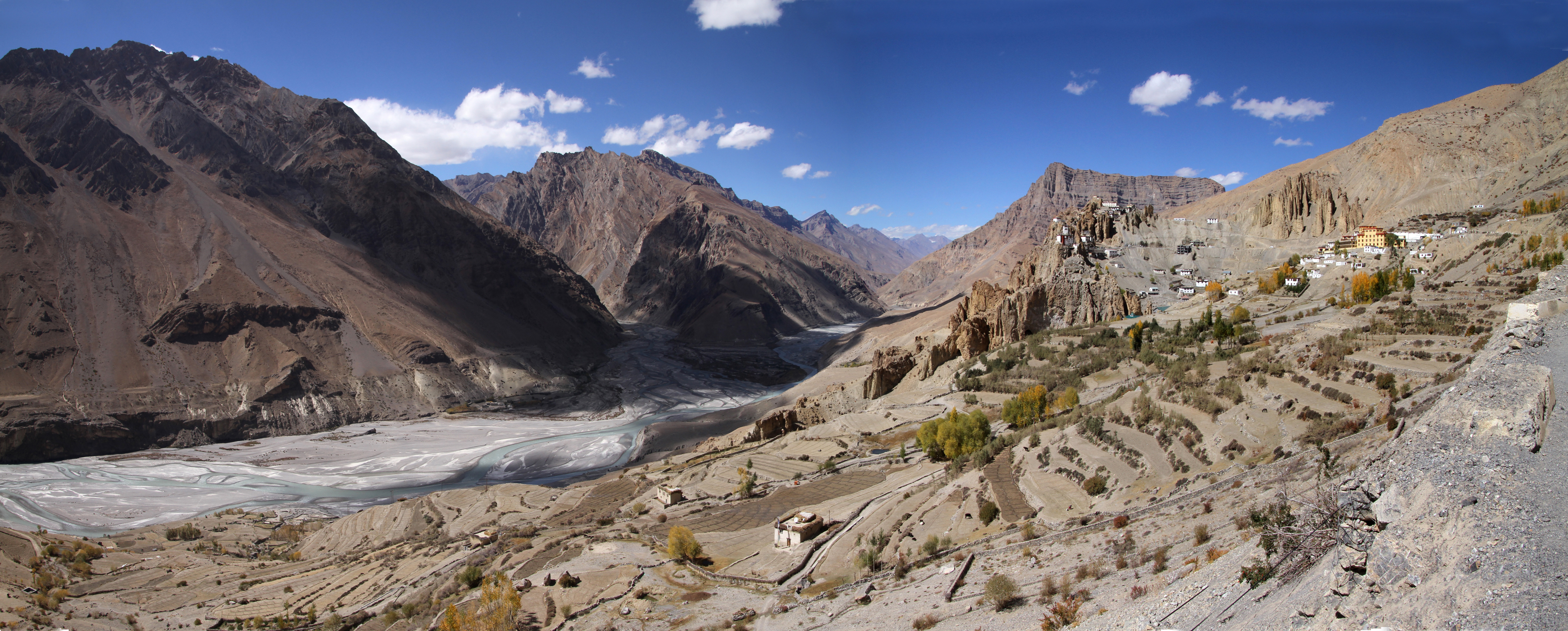
Spiti-Tal